# ブヌン語
ブヌン語（ブヌンご、ブヌン語：Malas Bunun、中国語：布農語）は、台湾の南投県、高雄市、花蓮県及び台東県を中心にブヌン族が使用している言語。主な分布地域は南投県は仁愛郷、信義郷。高雄市が桃源区、那瑪夏区、茂林区。花蓮県が秀林郷、万栄郷、卓渓郷。台東県が延平郷、海端郷である。ただし、現代ではブヌン族の一部は北部および中部の都市部で生活している。
ブヌン族の集住している伝統的な居住区では今でも日常生活で使われているが、若い世代や都会で育った世代においてはブヌン語を話せない者も多く、現在、政府の支援のもと、学校教育で教えるなどして維持・復興のための取り組みが行われている。

## 方言
ブヌン族のサブ・グループとしてはA：卡社群（Takibakha）、B：卓社群（Takitudu）、C：巒社群（Takbanuaz）、D：丹社群（Takivatan）、E:郡社群（Isbukun）が存在するが、方言群としては基本的にA・Bの北部方言、C・Dの中部方言、Eの南部方言の三つに区分される。なお、サブ・グループとしてはこの他にもかつてF：蘭社群（Takopulan）が存在していたが、かれらは日本植民地期にすでに隣接するツォウ族に同化していたことが報告されている。

## 文字
「文字をもっていた」という断片的な伝承が存在するものの、ブヌン族が古来から文字を有してきたという確証は現在のところは存在しない。ただし、かれらの社会が劇的な変化を経験しつつあった日本統治期には、古くからの農耕諸儀礼の年間プロセスを記録・保存・継承しようとする一部のブヌン族によって創作的な暦が複数作成されている。
現在はラテン文字や台湾の注音符号を用いた表記も行われている。

## 発音
母音は a, i, u の3つ。これらの長母音、二重母音がある。
声調はないが、高低アクセント (pitch accent) がある。語末から2番目の母音が高い。